# Euproctis chionobola
Euproctis chionobola är en fjärilsart som beskrevs av Collenette 1947. Euproctis chionobola ingår i släktet Euproctis och familjen tofsspinnare.